# Jan Toorop
Johannes Theodorus (Jan) Toorop, ook: Jean Theodor Toorop,  (Poerworedjo (Nederlands-Indië), 20 december 1858 – Den Haag, 3 maart 1928) was een van de belangrijkste Nederlandse beeldend kunstenaars uit de periode 1880-1910. Aanvankelijk schilderde hij in impressionistische stijl, maar via het pointillisme ontwikkelde hij zich tot symbolistisch schilder.
Ook was hij actief als portrettekenaar en ontwierp hij keramiek, reclameaffiches en boekbanden. De Nederlandse art nouveau wordt vaak met zijn werk geassocieerd. In de laatste twintig jaar van zijn leven was hij sterk rooms-katholiek geïnspireerd.
Hij was de vader van Charley Toorop, grootvader van de kunstenaar Edgar Fernhout en de cineast John Fernhout en overgrootvader van Rik Fernhout.

## Biografie

### Indische kinderjaren
Jan Toorop werd geboren in Poerworedjo (nu Purworejo) op Midden-Java. Jan Toorops vader Christoffel Theodoor Toorop (Pekalongan, 3 december 1827 - Buitenzorg, 6 november 1887) was griffier bij de landraad Bagelen in Nederlands-Indië. Zijn moeder Maria Magdalena Cooke, geboren in Pasuruan op 21 juli 1837 en overleden in Buitenzorg op 2 juni 1892, was de dochter van de Engelse zeekapitein Edward Cooke en Maria Magdalena Wohlseifer, vermoedelijk van gemengde afkomst. In 1863 verhuisde de familie naar het eiland Banka waar zijn moeder geboren was; vader Toorop werd daar administrateur bij een tinmijn.

### Indische wortels
De wilde en geheimzinnige natuur van het oerwoud op Banka, waarmee zijn vader hem liet kennismaken en het schaduwspel van wajang-poppen, waarmee in zijn jeugd de avond kon worden gevuld, lieten een blijvende indruk na. Deze ervaringen prikkelden zijn fantasie en inspireerden het spel van bewegende lijnen in zijn symbolische werken. Hij vermengde in zijn symboliek invloeden van het westen met die van het oosten.
Jan Toorop had een donkere huidskleur en was van gemengde afkomst, een Indo in het toenmalig taalgebruik. Zijn exotische uiterlijk had een betoverende invloed op sommige van zijn bewonderaars, met name vrouwelijke, die hij vermaakte met verzonnen verhalen over de Javaanse aristocratie. Zijn onderhoudende en beminnelijke aard bezorgde hem gemakkelijk vrienden. Toorop was kosmopoliet maar bleef zijn Indische achtergrond trouw. In een interview zei hij hierover: "Indië kan niet uit mij worden weggedacht. De grondslag van mijn werk is Oostersch."
Na anderhalf jaar school in Batavia vertrok Jan naar Nederland om daar een betere opleiding te krijgen, terwijl zijn familie achterbleef in Nederlands-Indië.

### Nederland

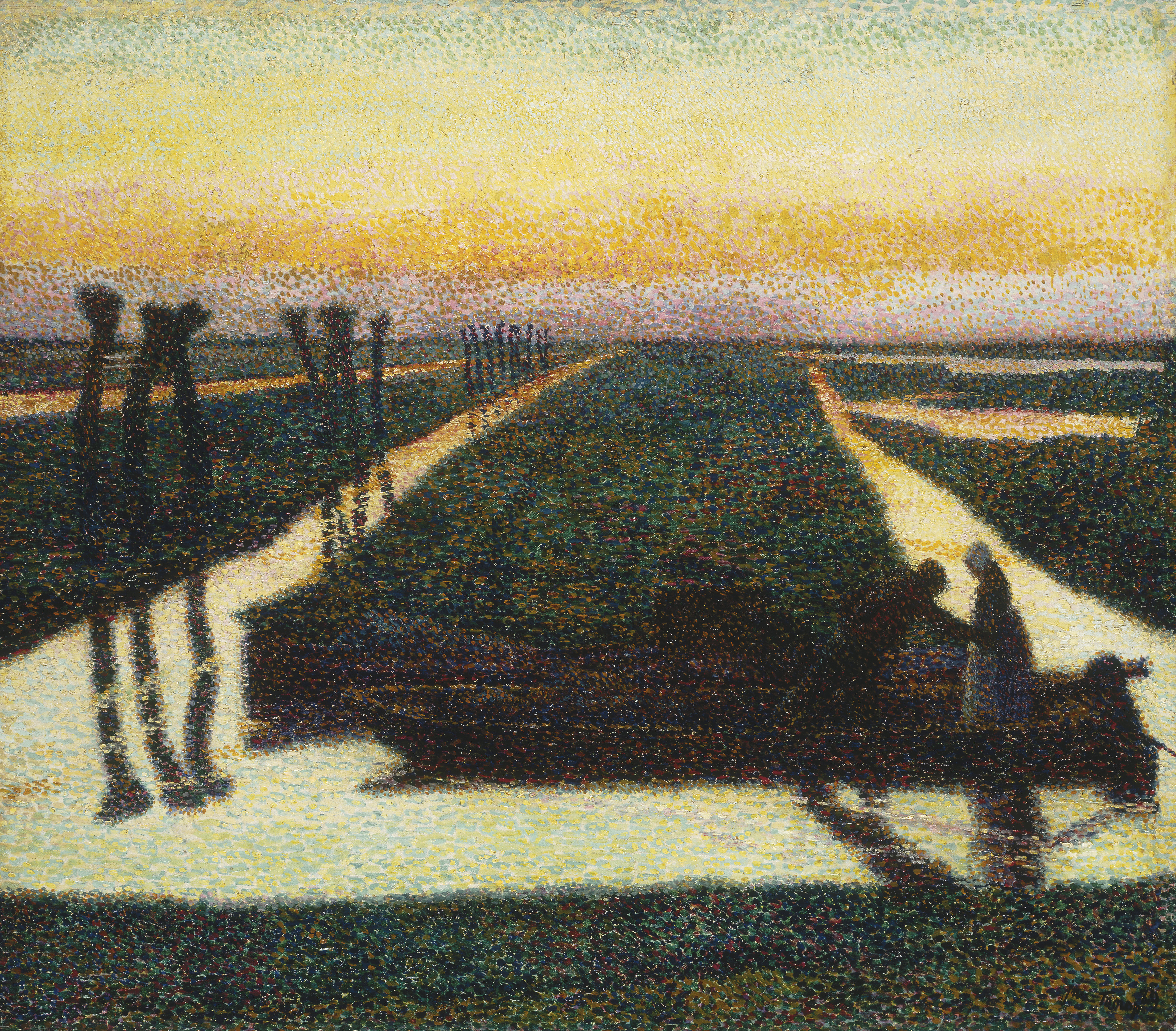
Broek in Waterland, 1889, Indianapolis Museum of Art

In 1869 ging hij naar Leiden. Hij doorliep daar de eerste klassen van de Leidse HBS. In 1874 was hij op de HBS in Winterswijk. In 1875 volgde hij lessen bij Herman Johannes van der Weele in Den Haag. Daarna vertrok hij naar Delft waar hij van 1876 tot 1878 studeerde aan de Polytechnische school te Delft. Oorspronkelijk was zijn opvoeding op het commerciële gericht, maar zijn artistieke belangstelling bracht hem naar de Rijksakademie van Beeldende Kunsten te Amsterdam, van 1880 tot 1882, onder leiding van August Allebé, en toen naar de Academie in Brussel, bij Jean-François Portaels.

### Brussel
Zijn verblijf in 1883 te Brussel zou positief bepalend worden voor zijn kunstenaarsvorming. Te Machelen deelde hij een tijdlang een atelier met de symbolistische schilder William Degouve de Nuncques. Hij maakte kennis met de letterkundigen Emile Verhaeren en Maurice Maeterlinck en dompelde zich onder in het kunstzinnige avant-gardistische milieu, dat gedomineerd werd door James Ensor en Fernand Khnopff. In 1884 en 1885 maakte hij reizen naar Frankrijk en Engeland. Hij werd in 1885 al opgenomen als lid in de progressistische groep Les XX van Octave Maus.
Met zijn vriend Ensor trok hij naar Parijs en kwam er onder indruk van het pointillisme van Georges Seurat en Paul Signac. Met Verhaeren reisde hij naar Londen in 1884 en 1886. Daar werd hij getroffen door het werk van de impressionist James McNeill Whistler. In 1886 trouwde hij met de twee jaar jongere uit Ierland afkomstige Annie Hall. In 1887 woonden zij kort in Amerongen, maar in 1888-1889 in Engeland. In 1890 introduceerde hij Johan Thorn Prikker in de Belgische kunstenaarsgroep Les XX.

### Art nouveau

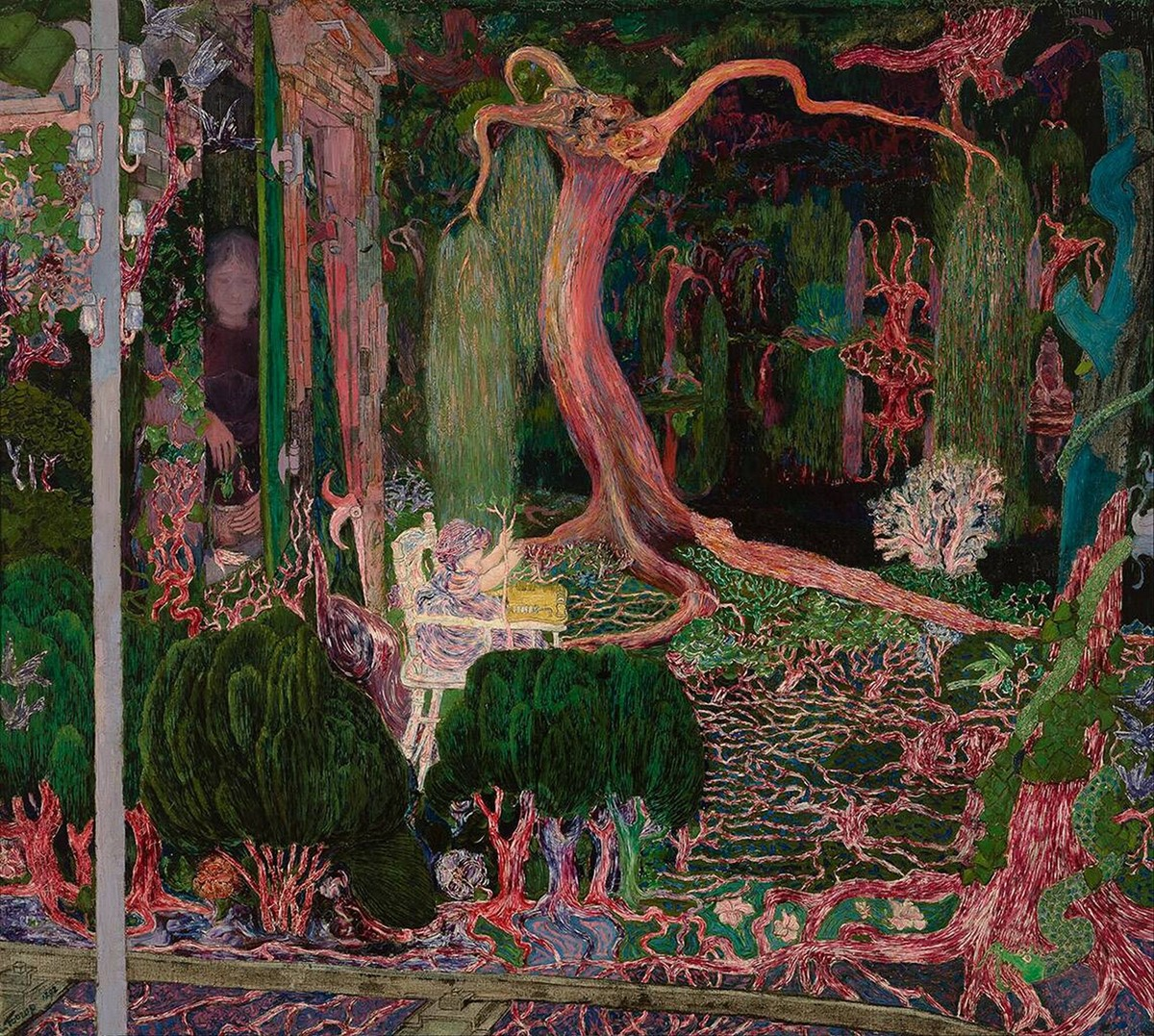
De jonge generatie, 1892, Museum Boijmans Van Beuningen, Rotterdam

In Nederland ontwikkelde Toorop zijn lineair idealisme in een religieus gerichte art-nouveaustijl, waarmee hij de richting van het symbolisme insloeg. In 1894 maakte hij een lithografie voor de NOF ter promotie van Delftsche Slaolie, waarin de jugendstil heel sterk tot uitdrukking kwam. Door de bekendheid van deze litho werd art nouveau in Nederland ook wel 'slaoliestijl' genoemd. Van 1890 tot 1892 en van 1899 tot 1904 woonde hij in Katwijk aan Zee. Hier maakte hij onder andere De Zee (Rijksmuseum Amsterdam). In Katwijk werd in 1891 zijn dochter Charley geboren.
In 1902-1903 besteedde Toorop veel tijd aan zijn kunstwerken in de nieuwe Koopmansbeurs van Amsterdam, het Gesamtkunstwerk ontworpen door H.P. Berlage, tegenwoordig de Beurs van Berlage. Voor de hoofdingang van de Beurs ontwierp Toorop de drie grote tegeltableaus, 'Verleden, Heden en Toekomst'. Ook voor de Graanbeurszaal en de Effectenbeurszaal maakte hij tegeltableaus. Alle werken in de Beurs hebben ideële thema's zoals de emancipatie van vrouwen en de verheffing van arbeiders. Soms wordt een frappante spanning tussen deze symboliek en de kapitalistische functie van de Beurs geconstateerd. In het Beurs van Berlage Café in de oude hoofdingang aan het Beursplein is dit nog dagelijks te ervaren.
In het eind van de 19e eeuw (in 1897) woonde Toorop in een klein huisje op de Markt in Domburg, op Walcheren. Hij werkte samen met een groep bevriende schilders, onder wie Marinus Zwart, Piet Mondriaan, Jacoba van Heemskerck en Willem Vaarzon Morel Van een gezamenlijk streven of een gemeenschappelijke stijl was geen sprake. Ieder volgde zijn individuele persoonlijkheid, maar wel zochten ze hun inspiratie onder het Zeeuwse Licht, in het duinlandschap, de bossen en de karakteristieke Zeeuwse bevolking. Toorop was er het middelpunt van. Hij bleef Domburg twintig jaar lang regelmatig bezoeken. 

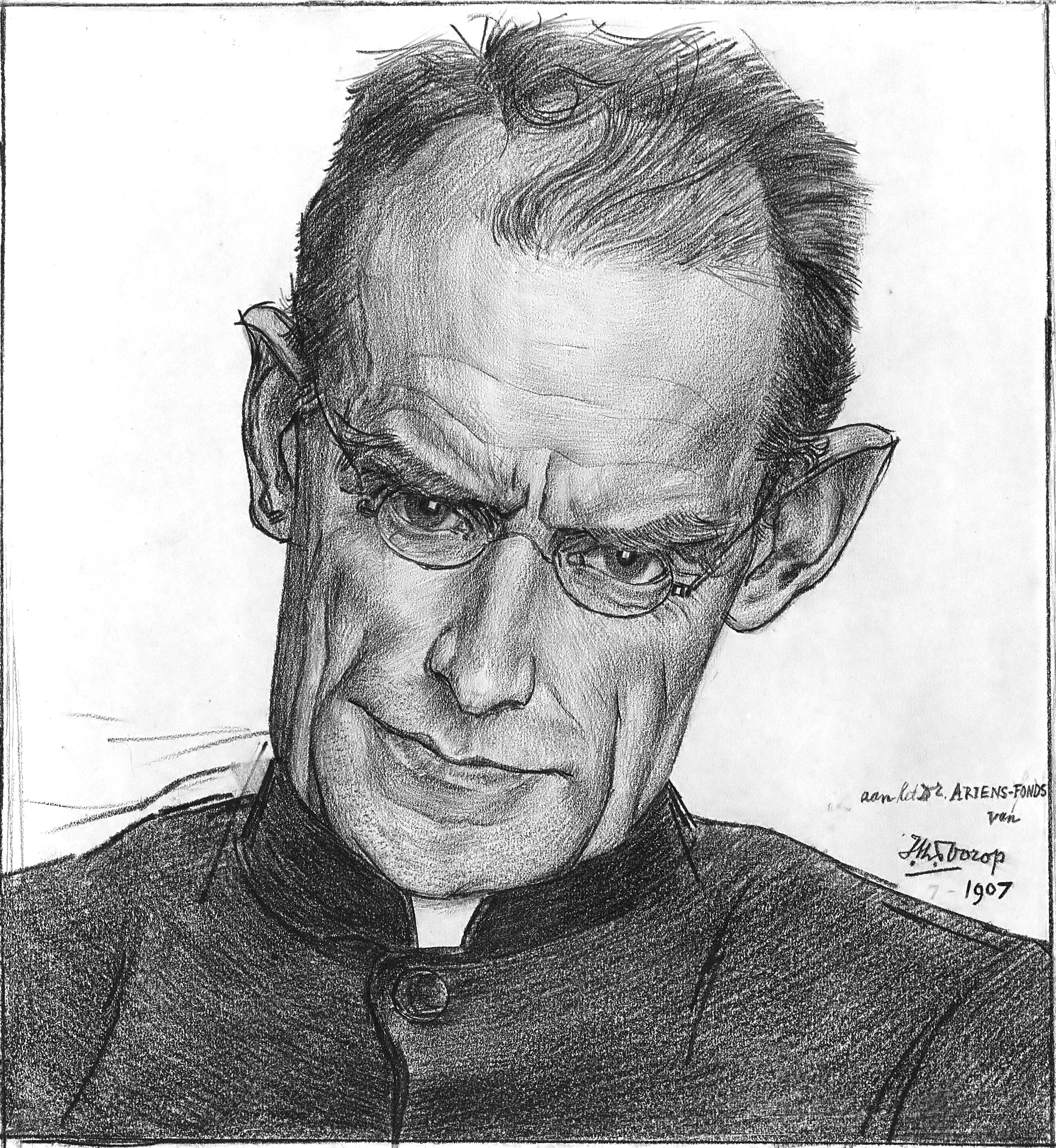
Portret van de sociaal-activistische priester Alfons Ariëns, 1907, Rijksmuseum Amsterdam

### Latere jaren en overlijden
Na Domburg woonde de familie van 1904 tot 1907 in Amsterdam en daar schilderde hij landschappen en portretten in een forsere stijl. Toorop werd er voorzitter van de Moderne Kunstkring. In deze periode bekeerde hij zich tot het rooms-katholieke geloof. De jaren daarna zou hij steeds meer last krijgen van zijn linkerbeen, zodat het lopen hem moeilijk ging vallen. Toorop woonde op verschillende adressen in Den Haag, maar verhuisde in 1908 naar Nijmegen (tot 1916) waar hij veel van zijn religieus werk vervaardigde. Hij maakte er kennis met de dichteres Miek Janssen die een belangrijke rol in zijn leven ging spelen. Daarna ging hij weer terug naar Den Haag. De lichamelijke ongemakken speelden er steeds meer op, zodat hij in een invalidenwagen moest rijden. Op 3 maart 1928 overleed hij in zijn woonplaats, 69 jaar oud. Hij werd te ruste gelegd op de katholieke begraafplaats Sint Petrus Banden aan de Kerkhoflaan. Het graf is ontworpen door de architect A.J. Kropholler.

## Annie Hall

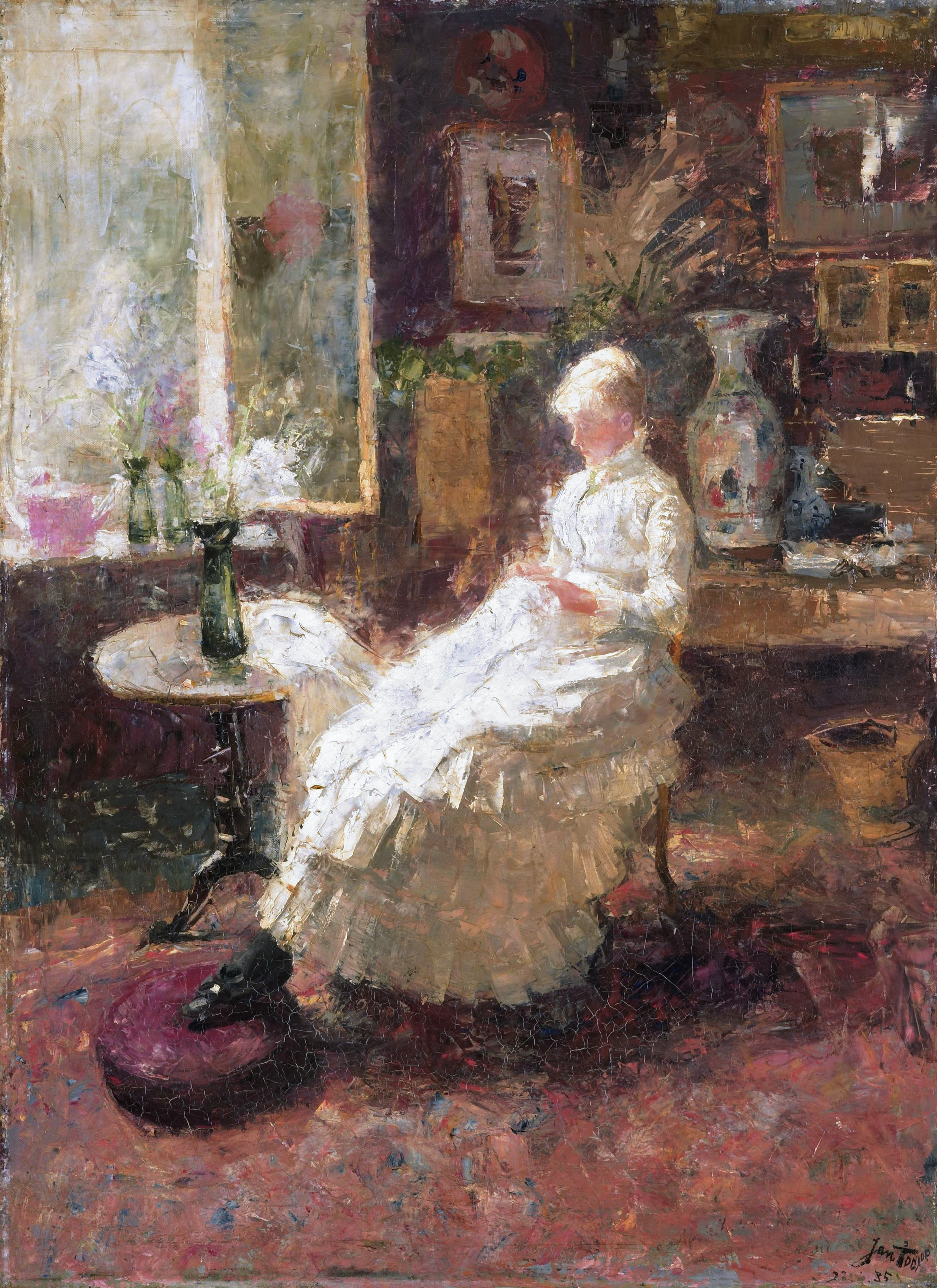
Portret van Annie Hall in Lissadell, Kenley, Surrey, 1885, Stedelijk Museum Amsterdam

Op 1 juni 1886 trad Jan Toorop in het huwelijk met Annie Josephine Hall, dochter van James Hall en Annie Wood, geboren in het Ierse Sligo op 28 maart 1860, overleden in Den Haag op 10 januari 1929, bijna een jaar later dan haar man. Toorop leerde haar in 1884 kennen, toen hij in België in Machelen woonde. Zij correspondeerden met elkaar en in 1885 reisde Toorop naar Londen en naar het landgoed Kenley in Surrey om haar familie te treffen. Na hun huwelijk kregen Jan en Annie in maart 1887 een dochter, Mary Annie, die een half jaar na de geboorte stierf. In 1891 werd opnieuw een dochter geboren. Zij kreeg de voornamen Annie Caroline Pontifex, maar ze werd bekend als Charley Toorop. In 1902 schreef Toorop een brief aan zijn echtgenote, met het voorstel te scheiden, maar zij weigerde. Omdat Jan Toorop enkele jaren later tot het katholieke geloof overging, werd een echtscheiding onmogelijk.

## Miek Janssen
In 1912 bracht de te Oosterbeek woonachtige schilderes en letterkundige Miek Janssen (1890-1953) Toorop een bezoek in zijn Nijmeegse atelier en dit bleek de start van een relatie. Zij was dichteres en een diepgelovige katholiek, die alles voor de kunst van Toorop over had en veel over hem publiceerde. Zij stond model voor een aantal van Toorops tekeningen en voor enkele figuren op de kruiswegstaties voor de Sint-Bernulphuskerk te Oosterbeek. In het begin was er sprake van een meester-leerling-verhouding. Hij was 32 jaar ouder. Maar Toorop werd sterk door haar geïnspireerd vanuit een mystiek-katholieke achtergrond. Hij had waardering voor haar gedichten en vatte uiteindelijk een vaderlijke liefde voor haar op.
Haar vader was de eigenaar van het toen bekende hotel Schoonoord in Oosterbeek. Toorop heeft daar verschillende keren met haar gelogeerd. Hij illustreerde voor haar de dichtbundels Aan den einder (1915), Aan den bron (1916), Schaduw van den toren (1918), het spel De wroeging (1922) en haar Kruiswegstaties St. Bernulphuskerk te Oosterbeek (1922). In Aan den einder werd naast een frontispice een portret van Miek Janssen opgenomen. Het was niet de enige keer dat hij haar schilderde. Zo maakte hij in 1914 en 1915 twee portretstudies en hij vereeuwigde haar in verschillende versies van La Belgique sanglante (1914), waarin hij zichzelf naast haar afbeeldde. Janssen heeft waarschijnlijk ook geposeerd voor het uit datzelfde jaar daterende Het heilige schreed. Bij een tekening schreef Toorop aan mijn liefste Miek / je Olof (…) met een monogram, opgebouwd uit de letters O en M. Olof was een door Janssen gebruikte koosnaam voor Toorop. Diens vrouw Annie zag de vriendschap van het tweetal met lede ogen aan, maar Miek Janssen was tot zijn dood in 1928 een steun en toeverlaat voor hem.

## Kotje van Toorop
Het Kotje van Toorop was oorspronkelijk een houten paviljoentje in de duinen van Domburg, op initiatief van Toorop in 1912 opgetrokken en bedoeld om er exposities te organiseren voor de badgasten. Vijftien schilders hielden er een spraakmakende expositie met 82 schilderijen, aquarellen en tekeningen. Het Kotje bezweek echter binnen het jaar tijdens een storm. Een steviger constructie hield het evenmin uit. Nu is Het Kotje, aangepast door architect Cees Dam, opnieuw opgebouwd in het centrum van Domburg en genoemd naar de bekende kunstverzamelaar Marie Tak van Poortvliet. Rondom Het Kotje van Toorop bewogen zijn dochter Charley Toorop, Piet Mondriaan, Henri Le Fauconnier, Ferdinand Hart Nibbrig, Lodewijk Schelfhout en Jacoba van Heemskerck.

## Galerij
Toorop werkte naast het schilderen ook als boekbandontwerper, onder meer voor uitgever L.J. Veen met zijn fraaie art-nouveau-banden voor boeken van Louis Couperus.

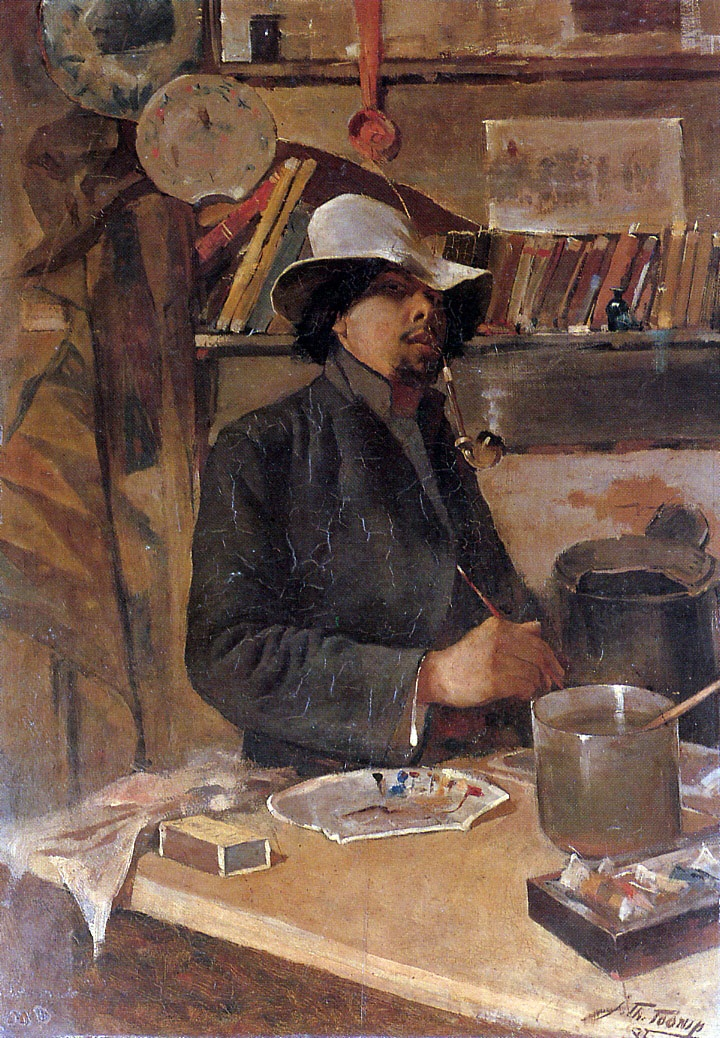
Zelfportret met pijp, 1883, Van Goghmuseum, Amsterdam
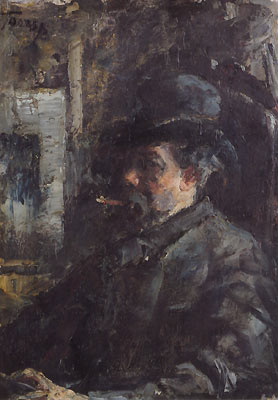
Portret van de schilder Guillaume Vogels, 1884, Koninklijke Musea voor Schone Kunsten van België, Brussel
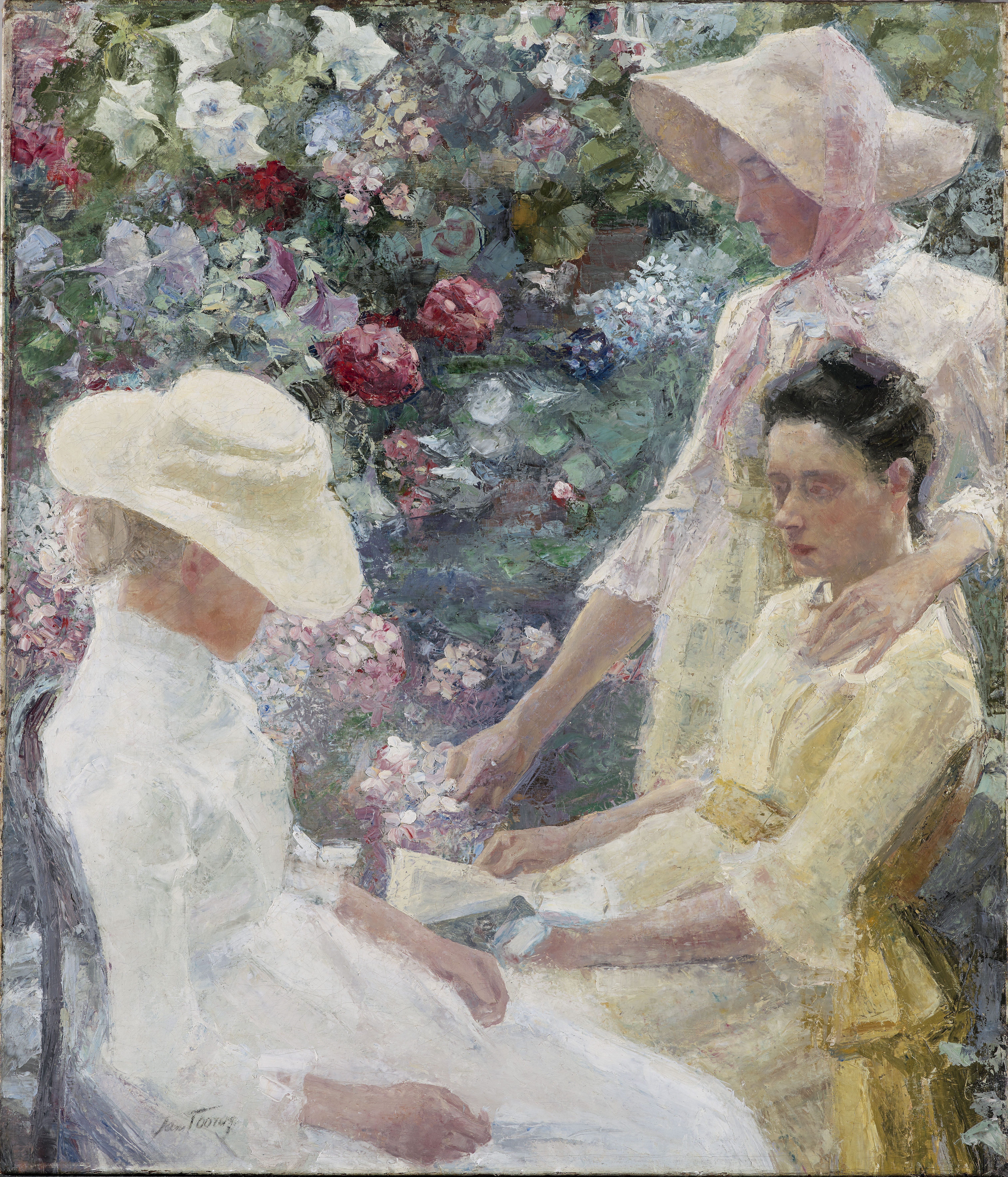
Trio fleuri, 1886, Kunstmuseum Den Haag
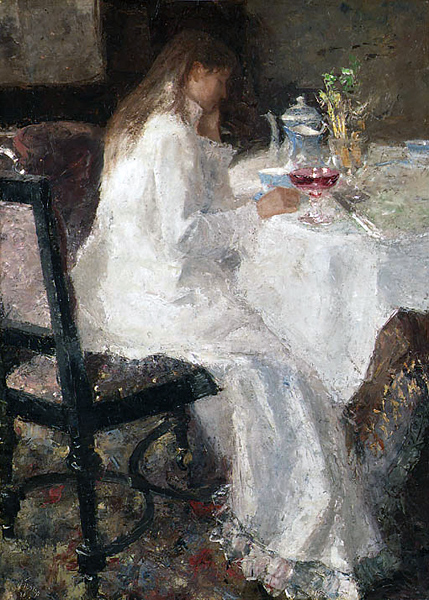
Dame in wit, 1886, Stedelijk Museum Amsterdam
Het Pianospel, 1887, Museum Jan Cunen, Oss
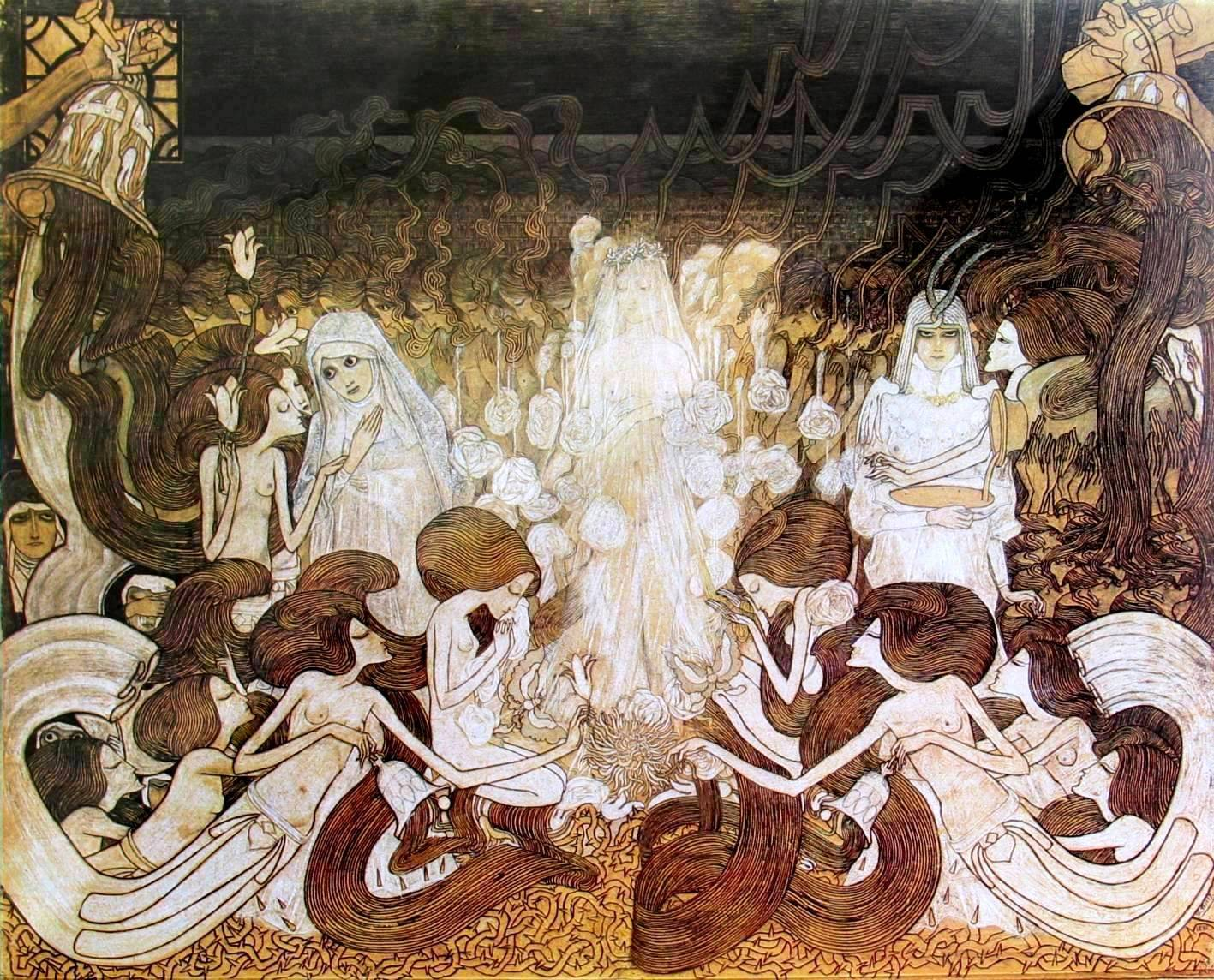
De drie bruiden, 1893, Kröller-Müller Museum, Otterlo
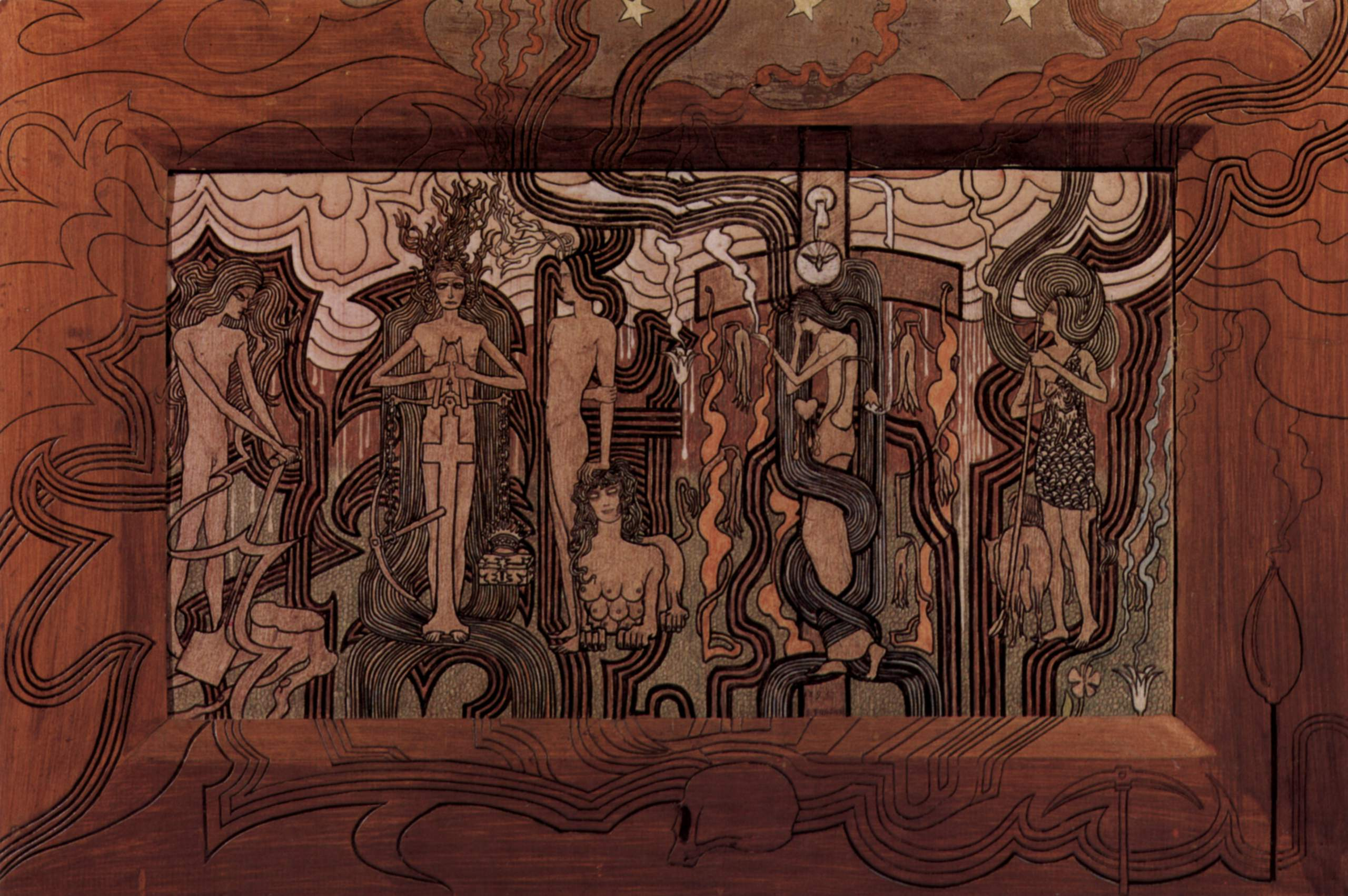
Das Lied der Zeit, 1893, Kröller-Müller Museum, Otterlo
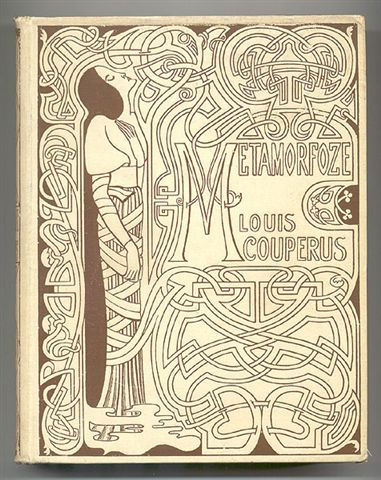
Metamorfoze, boekbandontwerp voor uitgeverij L.J. Veen, 1897
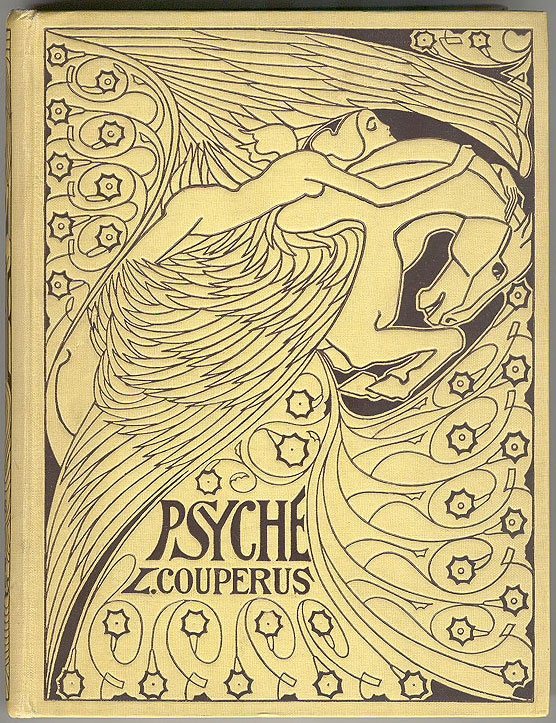
Psyche, boekbandontwerp voor uitgeverij L.J. Veen, 1898
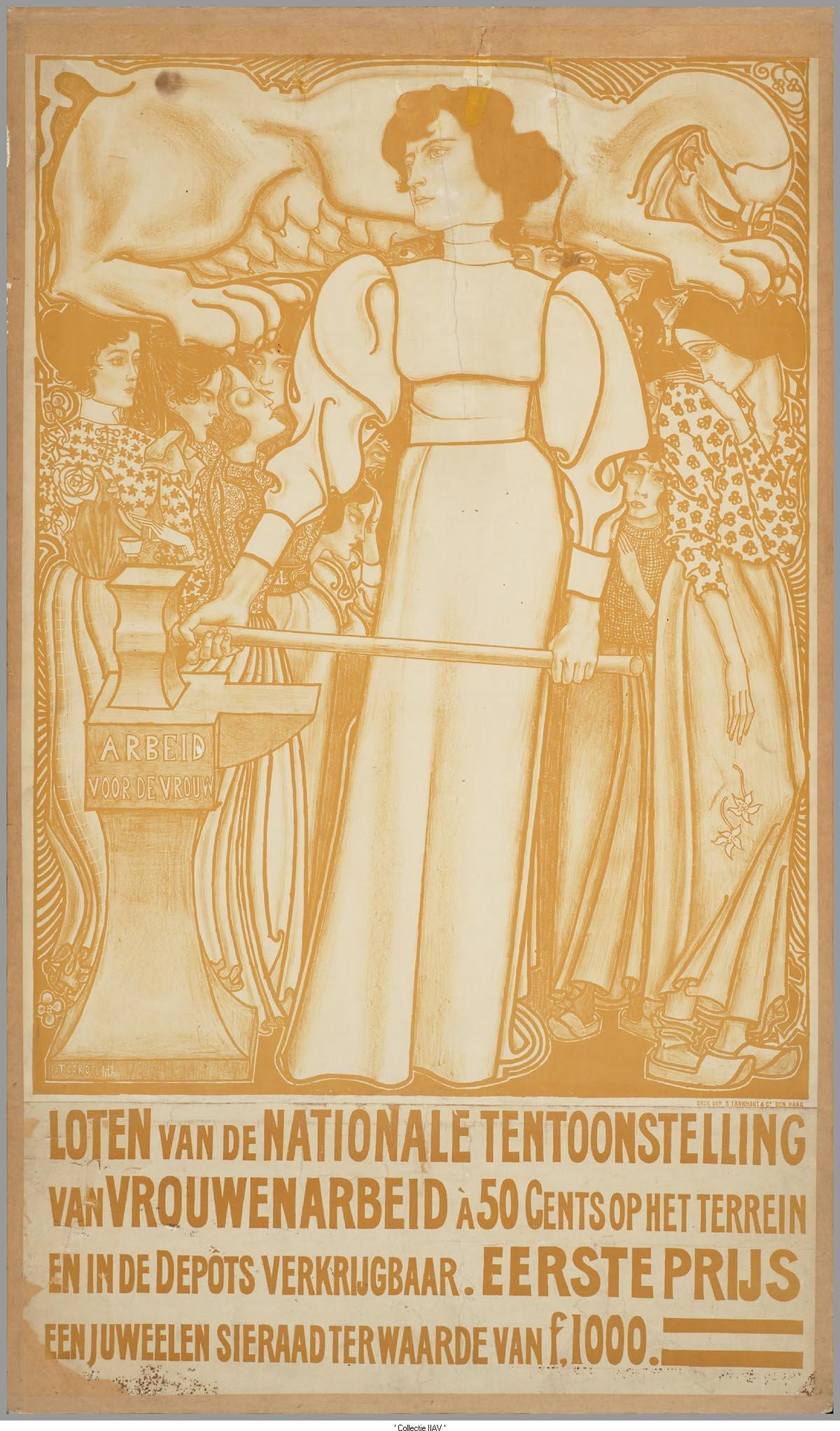
Affiche Loterij Tentoonstelling van Vrouwenarbeid, 1898, Atria, Amsterdam
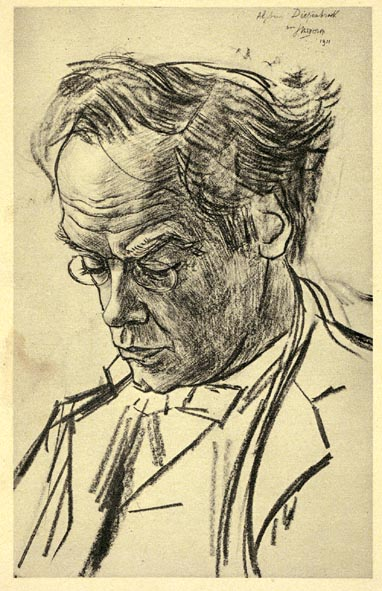
Portret van Alphons Diepenbrock, 1911
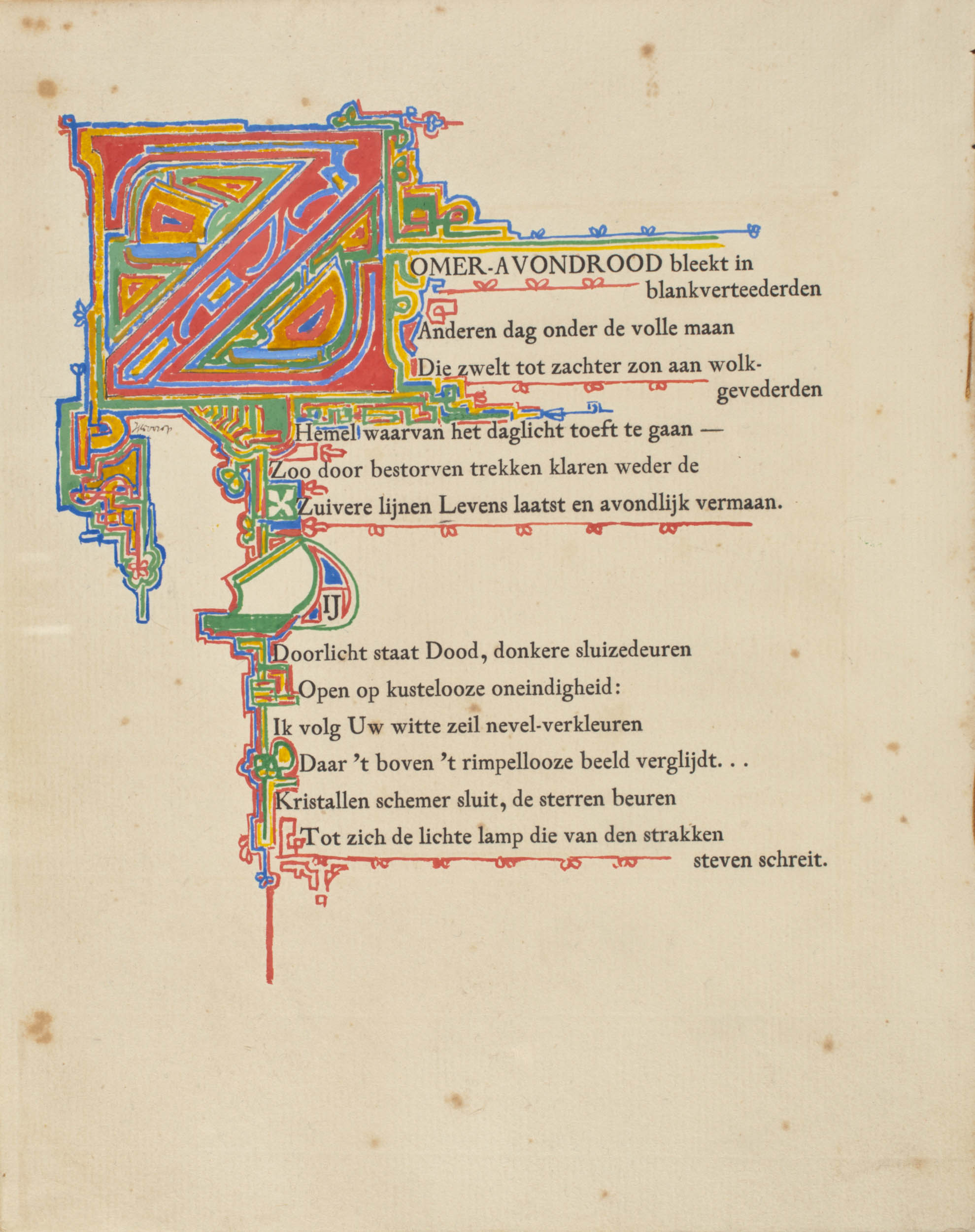
Versiering in het gedicht Naenia van P.C. Boutens, 1903, Koninklijke Bibliotheek, Den Haag
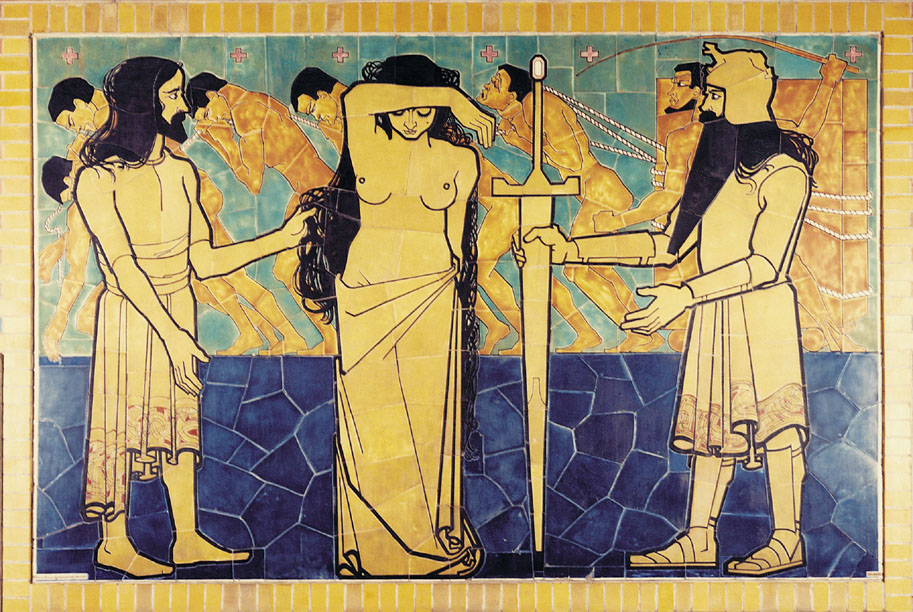
Het Verleden, 1903, tegeltableau Beurs van Berlage Café, Amsterdam
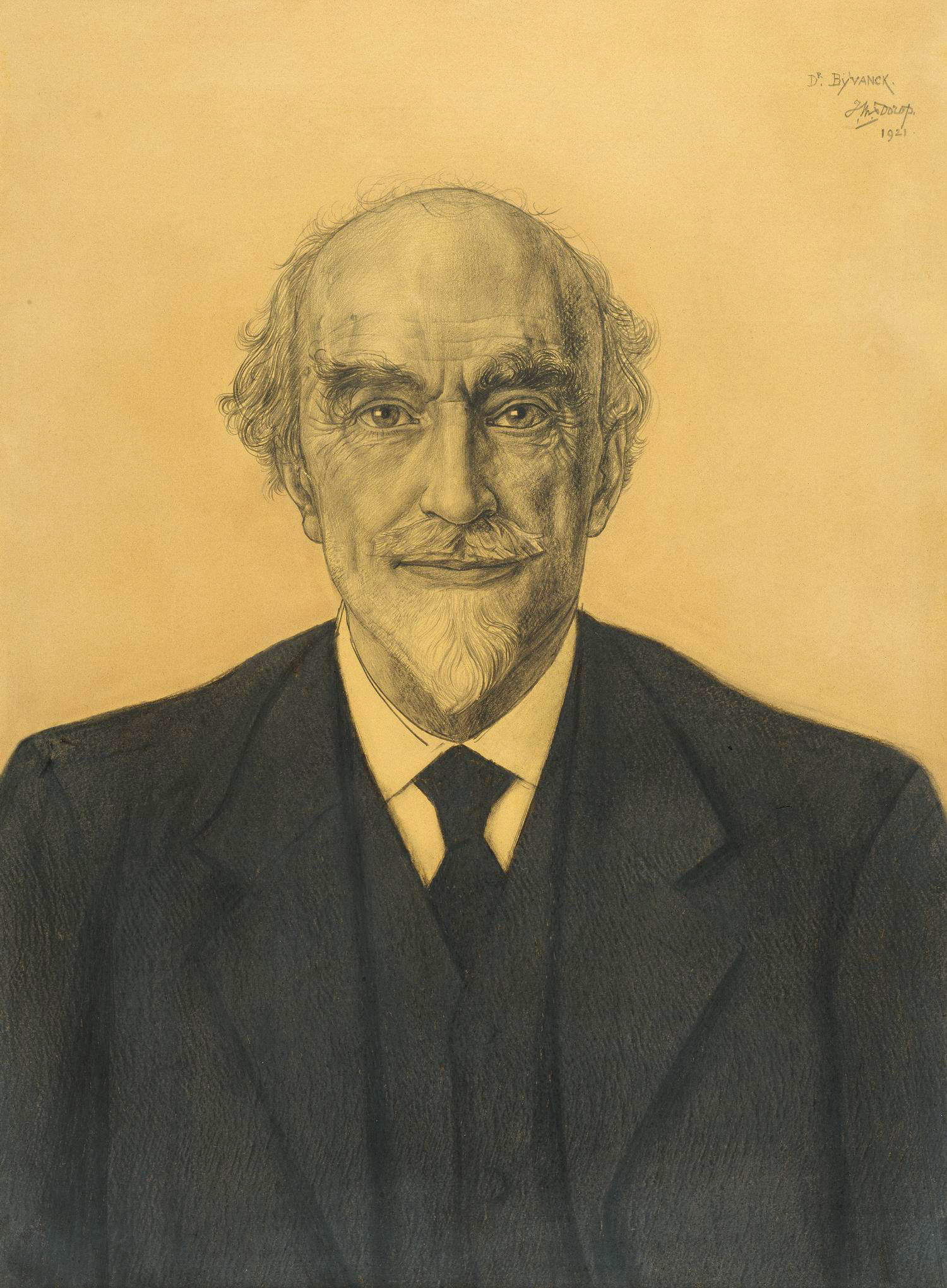
Portret van Willem Byvanck, 1921, Koninklijke Bibliotheek, Den Haag
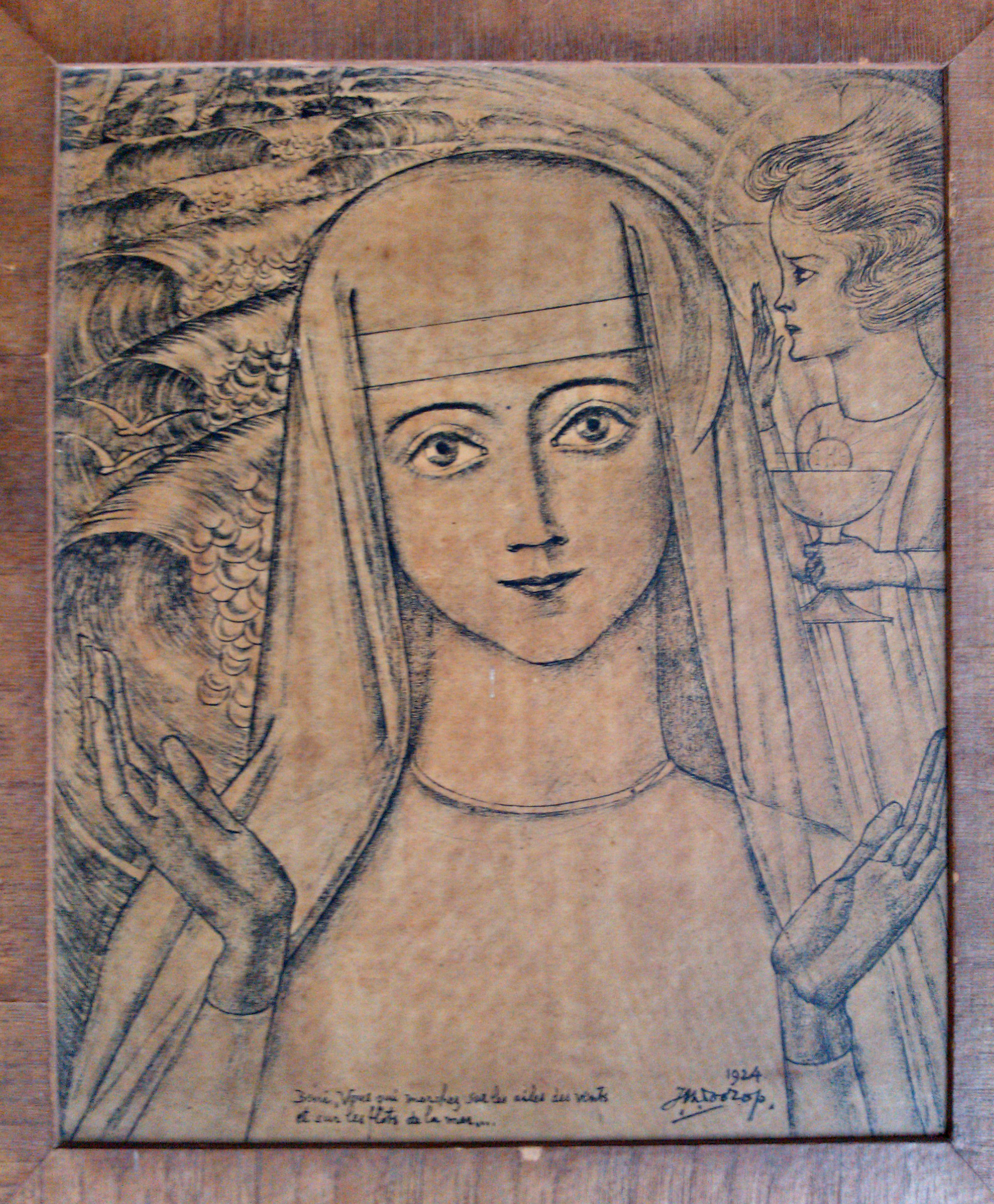
Béni, Vous qui marchez sur les ailes des vents et sur les flots de la mer..., 1924
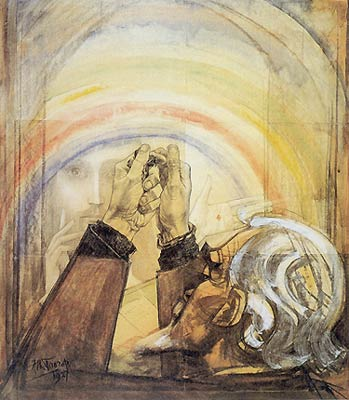
Het gebed (zelfportret), 1927, Stedelijk Museum Amsterdam

## Werk in openbare collecties (selectie)
- Museum Catharijneconvent, Utrecht
- Dordrechts Museum, Dordrecht
- Kunstmuseum, Den Haag[5]
- Groninger Museum, Groningen
- Kröller-Müller Museum
- Museum Boijmans Van Beuningen, Rotterdam[6]
- Museum het Valkhof, Nijmegen
- Rijksmuseum, Amsterdam[7]
- Singer museum, Laren
- Van Gogh Museum, Amsterdam
- Museum of Fine Arts, Boston
- Museum de Fundatie, Zwolle

## Toorop gezien door anderen

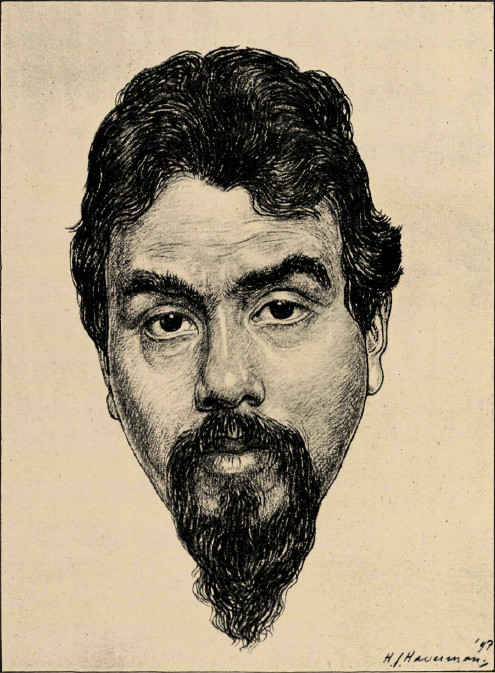
Portret van Toorop door Hendrik Haverman (1897)
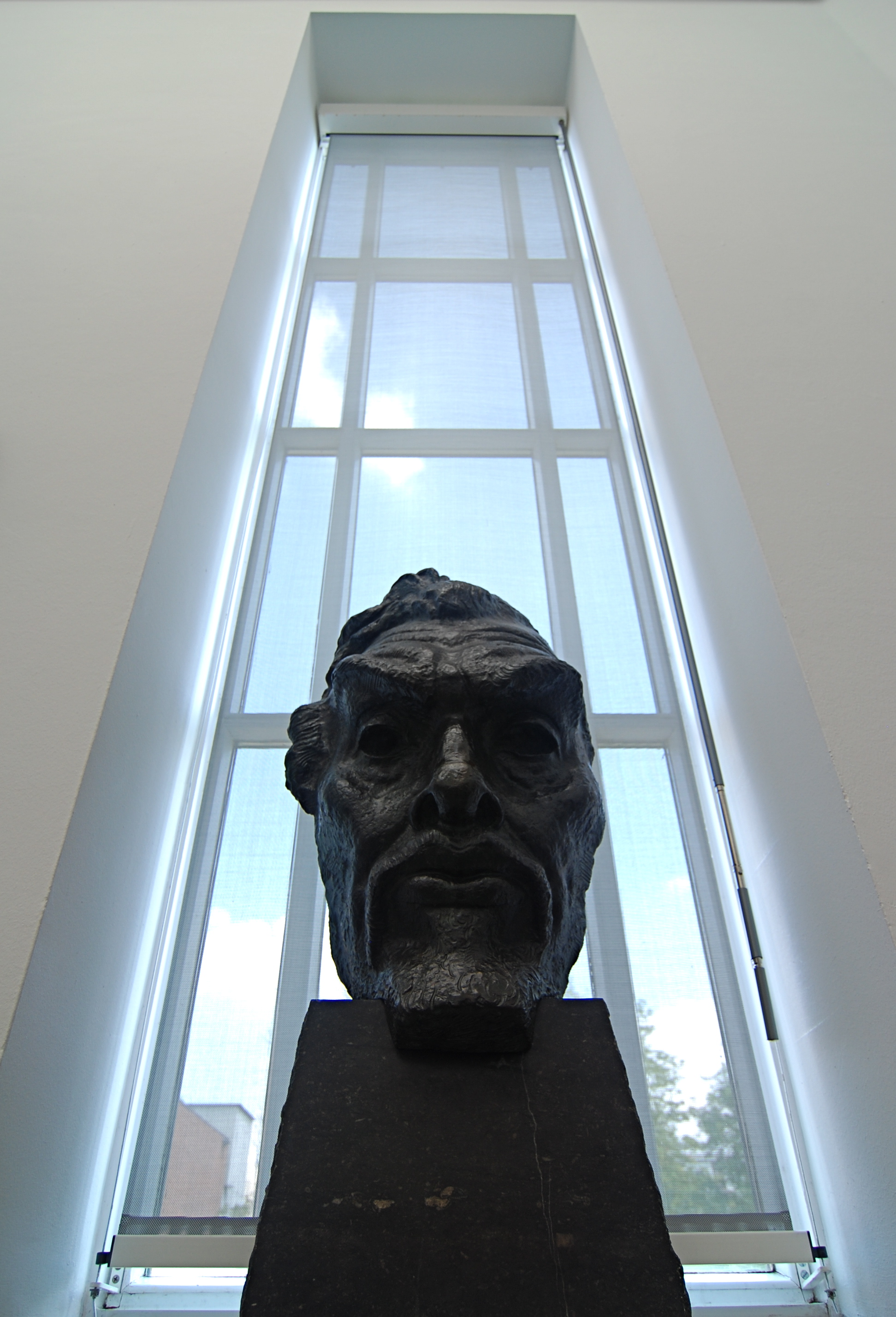
Portret van Jan Toorop door John Rädecker, 1932, Museum Boijmans van Beuningen, Rotterdam
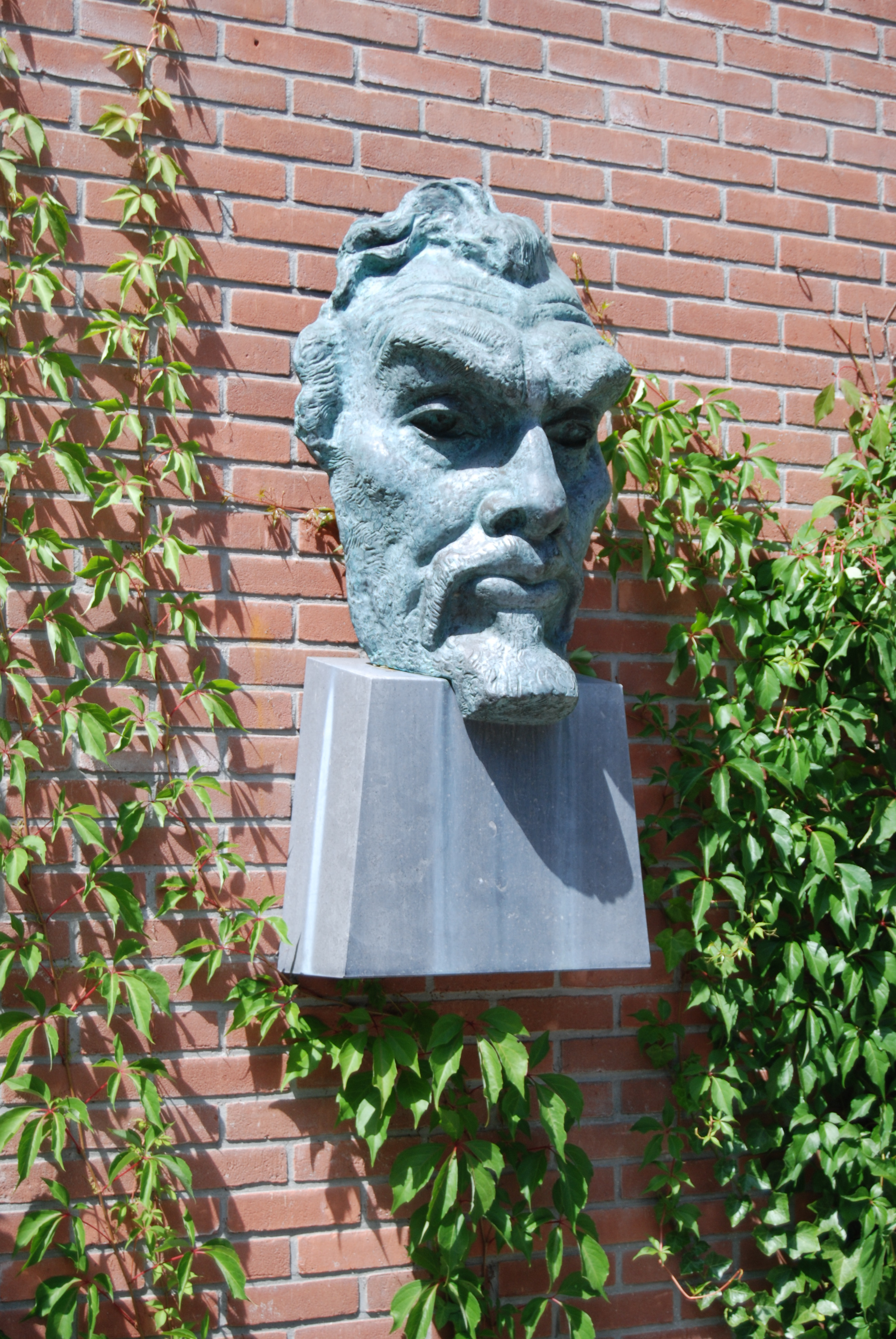
Bronzen kop Jan Toorop door John Rädecker aan gevel Museum Kranenburgh, voorstudie voor Rädeckers Toorop-monument (1937) in Den Haag
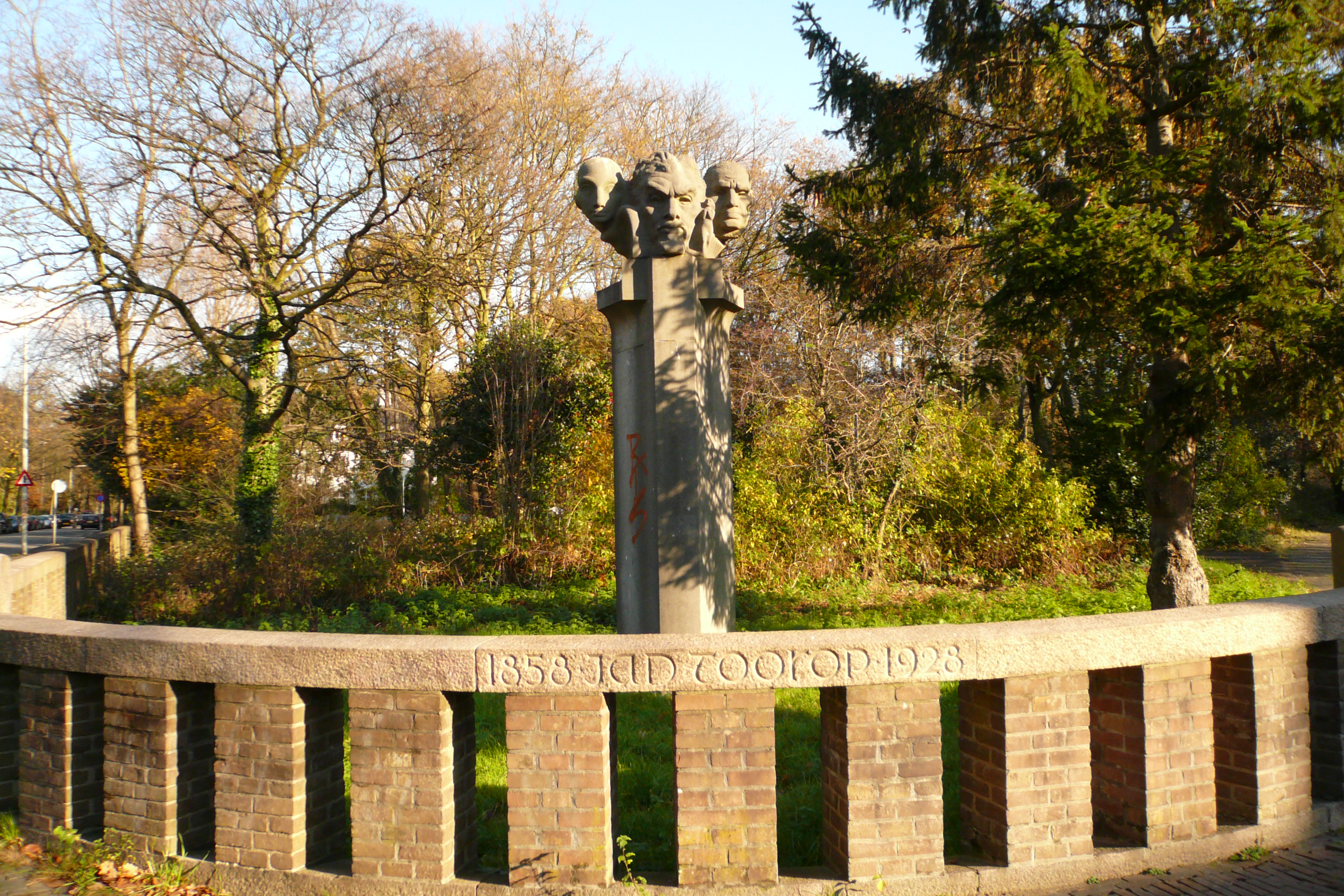
Monument in Den Haag door Rädecker: 1858 Toorop 1928, 1937
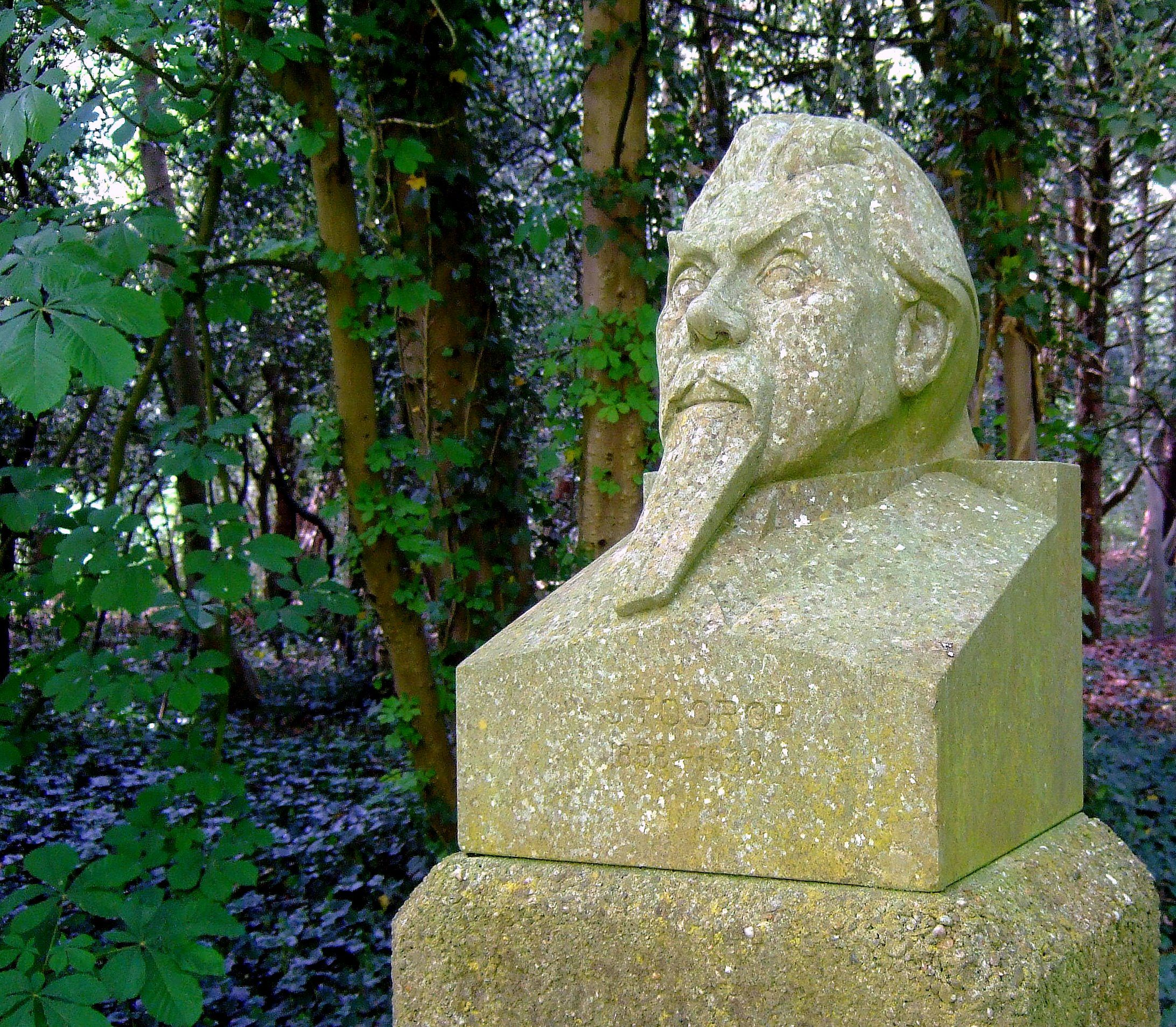
Borstbeeld Jan Toorop door Johan Coenraad Altorf, 1952, Bergen

## Trivia

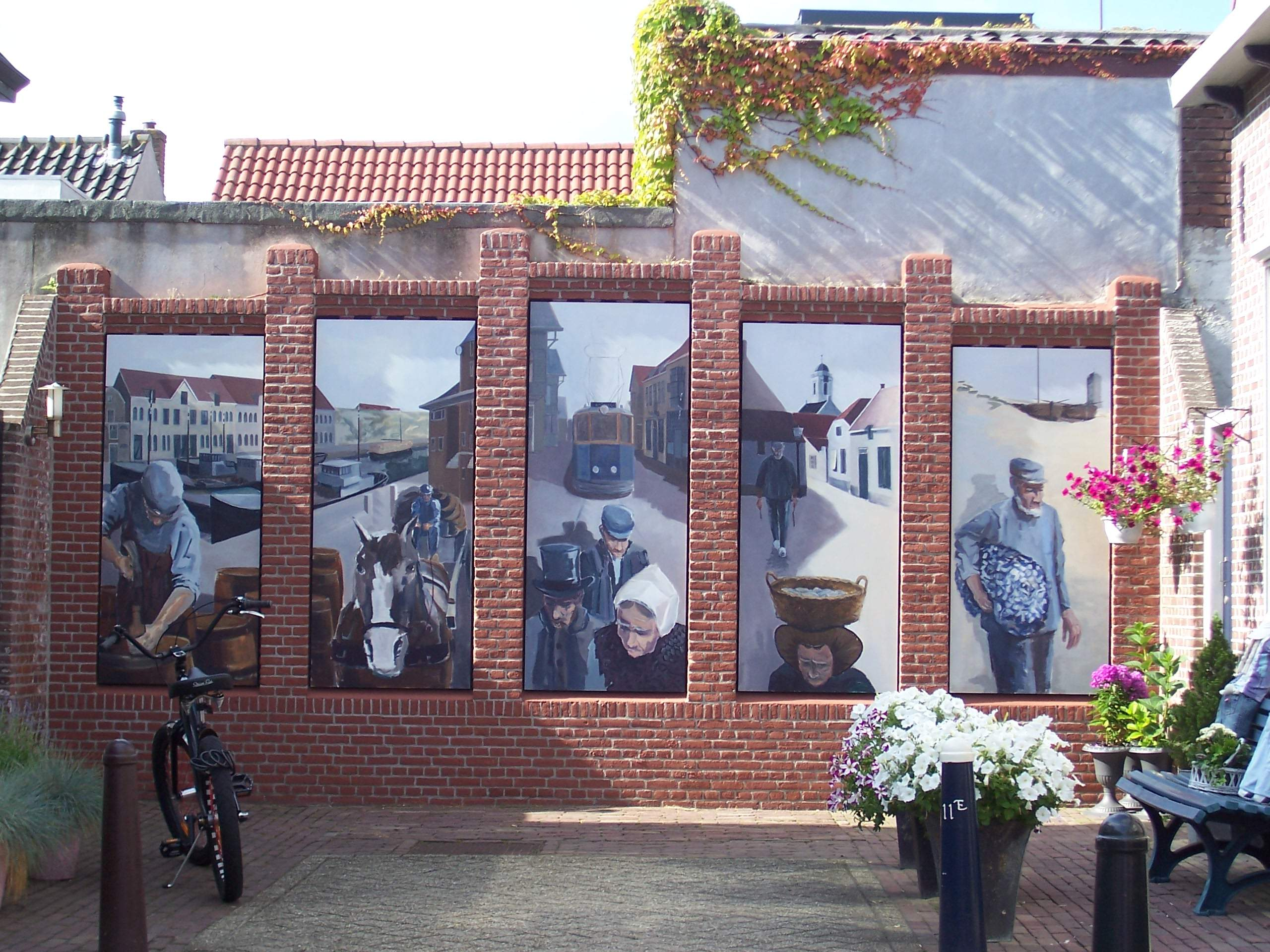
Muurschildering met o.a. de Blauwe Tram in de Jan Tooropstraat, Katwijk aan Zee

- In Bergen is de Jan Tooropweg, zijstraat van de Buerweg. Buerweg 19 is het nog bestaande huis, De Vlerken genaamd, van Charley Toorop, de dochter van Jan Toorop.
- Aan de buitengevel van de nieuwe zaal van Museum Kranenburgh in Bergen (NH) hangt een bronzen kop van Jan Toorop, gemaakt door John Rädecker.
- Op de oprijlaan van Museum Kranenburgh in Bergen staat een stenen beeld van J.C.Altorf voorstellende Jan Toorop, dit beeld naar een ontwerp uit 1925 is in 1951 ter gelegenheid van de 60e verjaardag van Charley Toorop door de kunstverzamelaar S.J.Sala geschonken aan het gemeentebestuur van Bergen. Bronzen uitvoeringen uit 1925 van dit beeld zijn te zien in resp. Museum Kröller-Müller en Museum de Fundatie.
- In Museum Boijmans Van Beuningen hangt het schilderij De drie generaties van Charley Toorop. Hierop zijn Jan Toorop (geschilderde portretbuste), Charley Toorop zelf en haar zoon Edgar Fernhout te zien.
- In Den Haag is de Van Merlenstraat, een mooie statige straat in het Regentessekwartier. Jan Toorop heeft op nummer 124 gewoond en gewerkt van 1916 tot aan zijn dood in 1928. Het huis bestaat nog altijd.

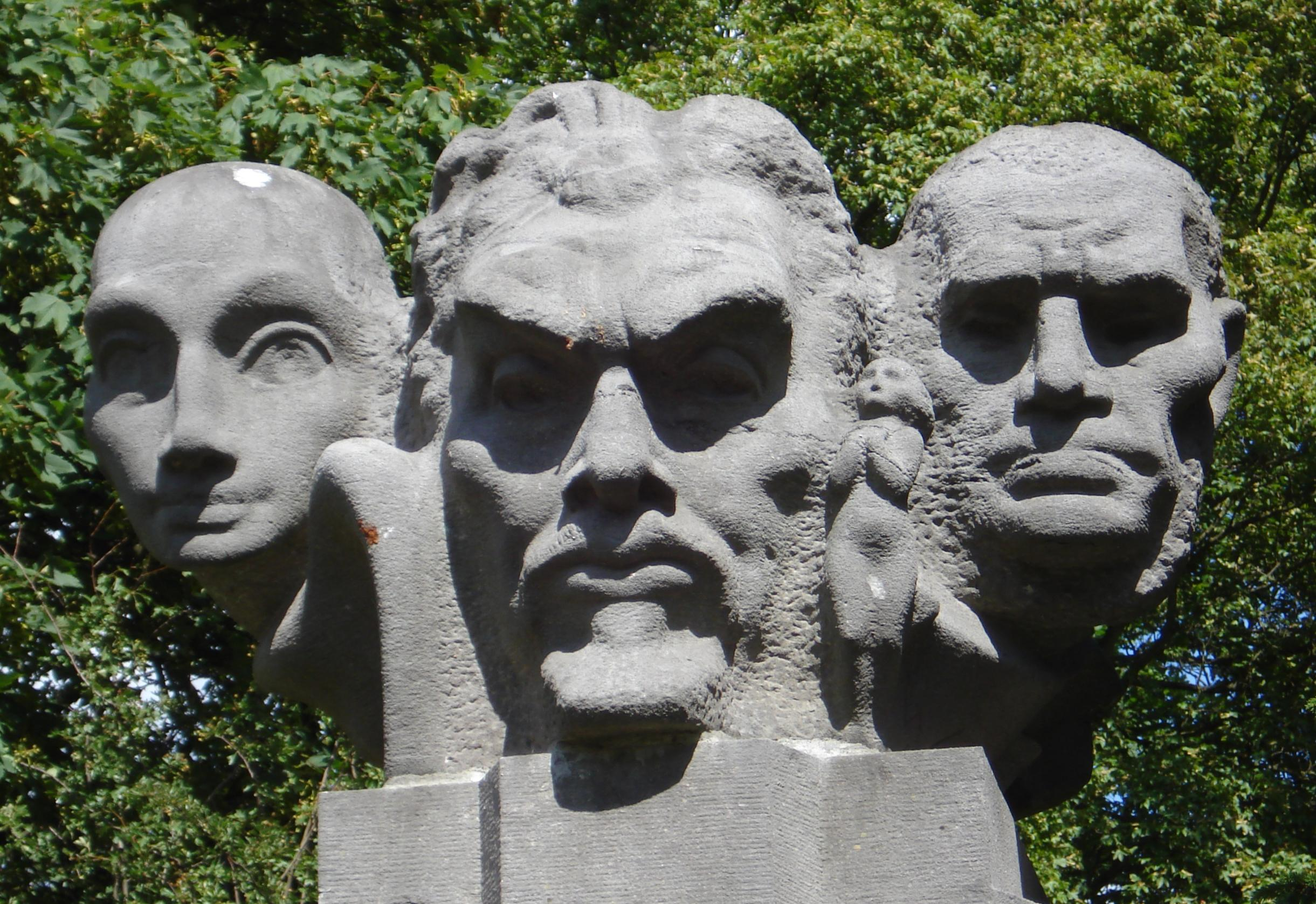
Tooropmonument in Den Haag

- In Den Haag staat een monument voor Jan Toorop op de hoek van de Jacob Catslaan en de Buitenrustweg. Het is gemaakt door John Rädecker. De belettering van de inscriptie is van S.H. de Roos. De gladde kop links naast die van Toorop stelt 'de Inspiratie' voor en de verweerde mannenkop rechts 'Arbeid', terwijl tussen deze beide in een kleine 'Muze' opduikt.[8] Anderen zien in de vrouwenkop Charley Toorop verbeeld en in de mannenkop Benito Mussolini, die door Toorop bewonderd werd.[9]
- Op 29 november 2005 werd een recordbedrag neergelegd voor zijn Portret van mevrouw M.J. de Lange. Het schilderij werd bij Christie's geveild voor €818.400.
- Jan Toorop is lid geweest van Kunstenaarsvereniging Sint Lucas.
- Toorop ontwierp in 1923 een tweetal postzegels met toeslag in de stijl van het symbolisme. Deze zijn onder filatelisten bekend als de Tooropzegels.
- De Franse decadente schrijver Jean Lorrain had grote bewondering voor Toorops werk, zoals bijvoorbeeld blijkt uit zijn roman Monsieur de Phocas, 1901.
- Van 1899 tot 1904 woonde hij in Katwijk aan Zee, waarvan de eerste periode in Villa Allegonda, ontworpen door J.J.P. Oud (in samenwerking met Kamerlingh Onnes) en daarna aan de Hogeweg 1, 'Ons Prinsesje', gemeentelijk monument nr. 10, dat voor Jan Toorop werd gebouwd. De architect was H.J. Jesse.
- Tentoonstelling 'TOOROP en de tijdgeest – Alwéér geen witte kerst' in Arti-Legi (Gouda) 19 december - 26 januari 2013. Expositie van twaalf litho's (1905) met als onderwerp de kaarsenproductie in de Koninklijke Stearine Kaarsenfabriek (Gouda).
- Tentoonstelling Jan Toorop in Gemeente Museum Den-Haag 26 februari - 29 mei 2016. Rond de 150 kunstwerken tonen Toorops veelzijdigheid.